# مطار سدي دوف
مطار سدي دوف (بالعبرية: שדה דב) أو الاسم الرسمي مطار دوف هوز (بالعبرية: נמל התעופה דב הוז)، كان مطار محلي وعسكري يقع في شمال تل أبيب، أُغلق وتوقفت فيه الرحلات الجوية في 1 يوليو 2019. استُخدم المطار أيضًا كقاعدة جوية لسلاح الجو الإسرائيلي (الجناح 15) منذ قيام الدولة وحتى إغلاقه. في عام 2011 استقبل المطار نحو 653,055 مسافرًا محليًا، وشهد 30,238 رحلة طيران داخلية. بينما بلغ عدد المسافرين الدوليين نحو 5,886 مسافرًا على متن 1,583 رحلة طيران دولية.
بدأ المطار العمل في 23 سبتمبر 1938، وبعد حوالي 81 سنة من الخدمة، أُغلق في 1 يوليو 2019 لغرض بناء حي سكني في مكانه.